# Lágafjall
 Lágafjall är ett berg på ön Streymoy i Färöarna. Dess topp ligger på 663 meter över havet.